# Leptotrichella miqueliana
Leptotrichella miqueliana là một loài rêu trong họ Dicranaceae. Loài này được Mont. Lindb. ex Broth. mô tả khoa học đầu tiên năm 1901.